# Taipei Cinese ai Giochi della XXIX Olimpiade
Taipei Cinese ha partecipato ai Giochi della XXIX Olimpiade di Pechino, svoltisi dall'8 al 24 agosto 2008, con una delegazione di 79 atleti.

## Medaglie
| Medaglia | Atleta        | Sport             | Evento          |
| -------- | ------------- | ----------------- | --------------- |
| Oro      | Chen Wei-ling | Sollevamento pesi | 48 kg femminile |
| Argento  | Lu Ying-chi   | Sollevamento pesi | 63 kg femminile |
| Bronzo   | Chu Mu-yen    | Taekwondo         | 58 kg maschile  |
| Bronzo   | Sung Yu-chi   | Taekwondo         | 68 kg maschile  |

## Atletica leggera
| Gara              | Atleta       | Tempo     | Posizione |
| ----------------- | ------------ | --------- | --------- |
| Maratona maschile | Wu Wen-Chien | 2h 26'55" | 59        |

| Gara                     | Atleta           | Qualificazioni | Qualificazioni | Finale | Finale |
| Gara                     | Atleta           | Misura         | Pos.           | Misura | Pos.   |
| ------------------------ | ---------------- | -------------- | -------------- | ------ | ------ |
| Getto del peso maschile  | Chang Ming-Huang | 17,43 m        | 40             |        |        |
| Getto del peso femminile | Lin Chia-Ying    | 16,32 m        | 28             |        |        |

## Badminton
| Gara              | Atleta                        | Turno 1                           | Sedicesimi                                     | Ottavi                                                 | Quarti                                   | Semifinali | Finale |
| ----------------- | ----------------------------- | --------------------------------- | ---------------------------------------------- | ------------------------------------------------------ | ---------------------------------------- | ---------- | ------ |
| Singolo maschile  | Hsieh Yu-Hsin                 | Kaveh Mehrabi (Iran) 21-16, 21-12 | Nguyen Tien Minh (Vietnam) 21-16, 15-21, 21-15 | Wong Choong Hann (Malaysia) 14-21, 21-17, 21-18        | Chen Jin (Cina) 8-21, 4-21               |            |        |
| Singolo femminile | Cheng Shao-chieh              | bye                               | Xie Xingfang (Cina) 1-21, 9-21                 |                                                        |                                          |            |        |
| Doppio femminile  | Cheng Wen-Hsing Chien Yu Chin |                                   |                                                | Michelle Edwards Chantal Botts (Sudafrica) 21-6, 21-12 | Zhang Yawen Wei Yili (Cina) 14-21, 18-21 |            |        |

## Baseball
La nazionale taiwanese si è qualificata per i Giochi all'ultimo torneo di qualificazione preolimpico.

### Squadra
La squadra era formata da:
- Tsao Chin-Hui (lanciatore)
- Yang Chien-Fu (lanciatore)
- Chen Wei-Yin (lanciatore)
- Chang Chih-Chia (lanciatore)
- Pan Wei-Lun (lanciatore)
- Ni Fu-Te (lanciatore)
- Hsu Wen-hsiung (lanciatore)
- Lo Chia-Jen (lanciatore)
- Cheng Kai-Wen (lanciatore)
- Lee Cheng-Chang (lanciatore)
- Yeh Chun-Chang (ricevitore)
- Kao Chih-kang (ricevitore)
- Chen Feng-Min (ricevitore)
- Chiang Chih-Hsien (interno)
- Peng Cheng-Min (interno)
- Lin Chih-Sheng (interno)
- Kuo Yen-Wen (interno)
- Shih Chih-wei (interno)
- Chang Tai-Shan( (interno)
- Lo Kuo-Hui (esterno)
- Lin Che-Hsuan (esterno)
- Chen Chin-feng (esterno)
- Pan Wu-hsiung (esterno)
- Chang Chien-Ming (esterno)

### Prima fase
| Data      | Ora locale | Partita       | Partita         | Partita       |
| --------- | ---------- | ------------- | --------------- | ------------- |
| 13 agosto | 10.30      | Taipei cinese | 5-0             | Paesi Bassi   |
| 14 agosto | 19.00      | Taipei cinese | 1-6             | Giappone      |
| 15 agosto | 10.30      | Cina          | 8-7 (12 inning) | Taipei cinese |
| 16 agosto | 11.30      | Cuba          | 1-0             | Taipei cinese |
| 18 agosto | 17.30      | Taipei cinese | 8-9             | Corea del Sud |
| 19 agosto | 19.00      | Stati Uniti   | 4-2             | Taipei cinese |
| 20 agosto | 18.00      | Canada        | 5-6             | Taipei cinese |

|  | Qualificate alle semifinali |
|  | Eliminate                   |

| Squadra       | Gioc | Vinte | Perse | Pt.fat | Pt.sub | Perc  |
| ------------- | ---- | ----- | ----- | ------ | ------ | ----- |
| Corea del Sud | 7    | 7     | 0     | 41     | 22     | 1.000 |
| Cuba          | 7    | 6     | 1     | 52     | 23     | .857  |
| Stati Uniti   | 7    | 5     | 2     | 40     | 22     | .714  |
| Giappone      | 7    | 4     | 3     | 36     | 14     | .571  |
| Taipei cinese | 7    | 2     | 5     | 29     | 33     | .286  |
| Canada        | 7    | 2     | 5     | 29     | 20     | .286  |
| Paesi Bassi   | 7    | 1     | 6     | 9      | 50     | .143  |
| Cina          | 7    | 1     | 6     | 14     | 60     | .143  |

## Canottaggio
| Gara    | Atleta        | Batterie | Batterie | Quarti/ Ripescaggi | Quarti/ Ripescaggi | Semifinali | Semifinali         | Finale  | Finale     |
| Gara    | Atleta        | Tempo    | Pos.     | Tempo              | Pos.               | Tempo      | Pos.               | Tempo   | Pos.       |
| ------- | ------------- | -------- | -------- | ------------------ | ------------------ | ---------- | ------------------ | ------- | ---------- |
| Singolo | Wang Ming-Hui | 7'46"83  | 4        | 7'18"08            | 5                  | 7'23"75    | 5 (semifinale C/D) | 7'16"28 | (finale D) |

## Ciclismo

### Su pista
| Gara                   | Atleta        | Punti        | Pos.         |
| ---------------------- | ------------- | ------------ | ------------ |
| Corsa a punti maschile | Feng Chun-Kai | non concluso | non concluso |

## Judo
| Gara  | Atleta         | Tabellone principale                    | Tabellone principale         | Tabellone principale              | Tabellone principale | Tabellone principale | Ripescaggi | Ripescaggi                        | Ripescaggi | Ripescaggi |
| Gara  | Atleta         | Sedicesimi                              | Ottavi                       | Quarti                            | Semifinali           | Finale               | 1º turno   | Quarti                            | Semifinali | Finale     |
| ----- | -------------- | --------------------------------------- | ---------------------------- | --------------------------------- | -------------------- | -------------------- | ---------- | --------------------------------- | ---------- | ---------- |
| 52 kg | Shih Pei-Chun  | Sholpan Kaliyeva (Kazakistan) 0020-0021 |                              |                                   |                      |                      |            |                                   |            |            |
| 63 kg | Wang Chin-Fang | Johanna Ylinen (Finlandia) 1011-0000    | Devu Thapa (Nepal) 1000-0000 | Driulis González (Cuba) 0000-0010 |                      |                      |            | Claudia Heill (Austria) 0010-1010 |            |            |

## Nuoto
| Gara           | Atleta        | Batterie | Batterie | Semifinali | Semifinali | Finale | Finale |
| Gara           | Atleta        | Tempo    | Pos.     | Tempo      | Pos.       | Tempo  | Pos.   |
| -------------- | ------------- | -------- | -------- | ---------- | ---------- | ------ | ------ |
| 200 m rana     | Wang Wei-Wen  | 2'17"20  | 49       |            |            |        |        |
| 200 m farfalla | Hsu Chi-Chieh | 1'56"59  | 15       | 1'57"48    | 16         |        |        |

| Gara               | Atleta         | Batterie | Batterie | Semifinali | Semifinali | Finale | Finale |
| Gara               | Atleta         | Tempo    | Pos.     | Tempo      | Pos.       | Tempo  | Pos.   |
| ------------------ | -------------- | -------- | -------- | ---------- | ---------- | ------ | ------ |
| 400 m stile libero | Yang Chin-Kuei | 4'24"78  | 40       |            |            |        |        |
| 100 m farfalla     | Yang Chin-Kuei | 1'01"60  | 43       |            |            |        |        |
| 200 m farfalla     | Yang Chin-Kuei | 2'13"26  | 27       |            |            |        |        |
| 200 m misti        | Lin Man-Hsu    | 2'23"29  | 36       |            |            |        |        |

## Softball
La nazionale taiwanese si è qualificata per i Giochi vincendo il torneo preolimpico d'Asia e Oceania.

### Squadra
La squadra è stata formata da:
- Chen Miao-Yi
- Chiang Hui-Chuan
- Chueh Ming-Hui
- Hsu Hsiu-Ling
- Huang Hui-Wen
- Lai Meng-Ting
- Lai Sheng-Jung
- Li Chiu-Ching
- Lin Su-Hua
- Lo Hsiao-Ting
- Lu Hsueh-Mei
- Pan-Tzu-Hui
- Tung Yun-Chi
- Wen Li-Hsiu
- Wu Chia-Yen

### Prima fase
| Data      | Ora   | Partita       | Partita        | Partita       |
| --------- | ----- | ------------- | -------------- | ------------- |
| 12 agosto | 09.30 | Taipei cinese | 1-6            | Canada        |
| 13 agosto | 17.00 | Taipei cinese | 1-2            | Giappone      |
| 14 agosto | 19.30 | Taipei cinese | 3-0            | Venezuela     |
| 15 agosto | 17.00 | Taipei cinese | 1-3            | Australia     |
| 16 agosto | 12.00 | Stati Uniti   | 7-0 (5 inning) | Taipei cinese |
| 17 agosto | 09.30 | Cina          | 1-2            | Taipei cinese |
| 18 agosto | 09.30 | Paesi Bassi   | 4-2            | Taipei cinese |

|  | Qualificate alle semifinali |
|  | Eliminate                   |

| Squadra       | Gioc | Vinte | Perse | Pt.fat | Pt.sub | Perc  |
| ------------- | ---- | ----- | ----- | ------ | ------ | ----- |
| Stati Uniti   | 7    | 7     | 0     | 53     | 1      | 1.000 |
| Giappone      | 7    | 6     | 1     | 23     | 13     | .857  |
| Australia     | 7    | 5     | 2     | 30     | 11     | .714  |
| Canada        | 7    | 3     | 4     | 17     | 23     | .429  |
| Cina          | 7    | 2     | 5     | 19     | 21     | .286  |
| Taipei cinese | 7    | 2     | 5     | 10     | 23     | .286  |
| Venezuela     | 7    | 2     | 5     | 15     | 35     | .286  |
| Paesi Bassi   | 7    | 1     | 6     | 8      | 48     | .143  |

## Sollevamento pesi
| Gara  | Atleta            | Strappo | Strappo | Slancio | Slancio | Totale | Posizione |
| Gara  | Atleta            | Ris.    | Pos.    | Ris.    | Pos.    | Totale | Posizione |
| ----- | ----------------- | ------- | ------- | ------- | ------- | ------ | --------- |
| 56 kg | Wang Shin-Yuan    | 115     | 11      | 150     | 7       | 265    | 7         |
| 56 kg | Yang Chin-Yi      | 128     | 4       | 157     | 4       | 285    | 4         |
| 62 kg | Yang Sheng-Hsiung | 130     | 9       | 157     | 9       | 287    | 9         |

| Gara  | Atleta        | Strappo | Strappo | Slancio | Slancio | Totale | Posizione |
| Gara  | Atleta        | Ris.    | Pos.    | Ris.    | Pos.    | Totale | Posizione |
| ----- | ------------- | ------- | ------- | ------- | ------- | ------ | --------- |
| 48 kg | Chen Wei-Ling | 84      | 5       | 112     | 3       | 196    |           |
| 63 kg | Lu Ying-Chi   | 104     | 3       | 127     | 3       | 231    |           |

## Taekwondo
| Gara  | Atleta      | Tabellone principale               | Tabellone principale                         | Tabellone principale            | Tabellone principale | Ripescaggi                   | Ripescaggi                           |
| Gara  | Atleta      | Ottavi                             | Quarti                                       | Semifinali                      | Finale               | Semifinali                   | Finale                               |
| ----- | ----------- | ---------------------------------- | -------------------------------------------- | ------------------------------- | -------------------- | ---------------------------- | ------------------------------------ |
| 58 kg | Chu Mu-yen  | Dickson Wamwiri (Kenya) 8-0        | Yulis Gabriel Mercedes (Rep. Dominicana) 2-3 |                                 |                      | Pedro Povoa (Portogallo) 1-0 | Chutchawal Khawlaor (Thailandia) 4-3 |
| 68 kg | Sung Yu-chi | Logan Campbell (Nuova Zelanda) 4-0 | Dmitriy Kim (Uzbekistan) 3-2                 | Son Tae-Jin (Corea del Sud) 6-7 |                      |                              | Daniel Manz (Germania) 4-3           |

| Gara  | Atleta        | Tabellone principale            | Tabellone principale        | Tabellone principale | Tabellone principale | Ripescaggi                       | Ripescaggi                   |
| Gara  | Atleta        | Ottavi                          | Quarti                      | Semifinali           | Finale               | Semifinali                       | Finale                       |
| ----- | ------------- | ------------------------------- | --------------------------- | -------------------- | -------------------- | -------------------------------- | ---------------------------- |
| 49 kg | Yang Shu-Chun | Gladys Mora (Colombia) 0-(-1)   | Sara Khosh Jamal (Iran) 3-2 | Wu Jingyu (Cina) 1-4 |                      |                                  | Daynellis Montejo (Cuba) 2-3 |
| 57 kg | Su Li-Wen     | Sujeong Lim (Corea del Sud) 0-1 |                             |                      |                      | Robin Cheong (Nuova Zelanda) 1-0 | Martina Zubčić (Croazia) 4-5 |

## Tennis
| Gara                | Atleta                         | Trentaduesimi                           | Sedicesimi                                              | Ottavi                                                      | Quarti | Semifinali | Finale |
| ------------------- | ------------------------------ | --------------------------------------- | ------------------------------------------------------- | ----------------------------------------------------------- | ------ | ---------- | ------ |
| Singolare maschile  | Lu Yen-hsun                    | Andy Murray (Gran Bretagna) 7-65, 6-4   | Agustín Calleri (Argentina) 6-4, 6-4                    | Jürgen Melzer (Austria) 2-6, 4-6                            |        |            |        |
| Singolare femminile | Chan Yung-Jan                  | Agnieszka Radwańska (Polonia) 1-6, 66-7 |                                                         |                                                             |        |            |        |
| Doppio femminile    | Chan Yung-Jan Chuang Chia-jung |                                         | Alizé Cornet Virginie Razzano (Francia) 7-62, 63-7, 7-5 | Flavia Pennetta Francesca Schiavone (Italia) 61-7, 6-1, 6-8 |        |            |        |

## Tennis tavolo
| Gara              | Atleta           | Preliminari                                              | Turno 1                                                    | Turno 2                                                                  | Turno 3                                                            | Turno 4 | Quarti | Semifinali | Finale |
| ----------------- | ---------------- | -------------------------------------------------------- | ---------------------------------------------------------- | ------------------------------------------------------------------------ | ------------------------------------------------------------------ | ------- | ------ | ---------- | ------ |
| Singolo maschile  | Chiang Peng-Lung | bye                                                      | bye                                                        | Hyok Bong Kim (Corea del Nord) 2-4 (7-11, 11-8, 8-11, 11-7, 4-11, 10-12) |                                                                    |         |        |            |        |
| Singolo maschile  | Chuang Chih-Yuan | bye                                                      | bye                                                        | bye                                                                      | Zi Yang (Singapore) 3-4 (12-14, 11-7, 8-11, 11-7, 11-57-11, 10-12) |         |        |            |        |
| Singolo femminile | Huang I-Hwa      | bye                                                      | Andrea Bakula (Croazia) 4-1 (11-9, 11-6, 11-7, 9-11, 11-9) | Xia Lian Ni (Lussemburgo) 1-4 (6-11, 11-5, 4-11, 11-13, 7-11)            |                                                                    |         |        |            |        |
| Singolo femminile | Pan Li-Chun      | Shaimaa Abdul-Aziz (Egitto) 4-0 (11-4, 11-4, 11-2, 11-1) | Melek Hu (Turchia) 1-4 (11-9, 9-11, 4-11, 8-11, 6-11)      |                                                                          |                                                                    |         |        |            |        |

### Gara a squadre maschile
La squadra è stata formata da Chang Yen-Shu, Chiang Peng-Lung e Chuang Chih-Yuan.

#### Prima fase
| 13 agosto 2008 | Taipei cinese | 3 – 1 | Brasile |  |

| 13 agosto 2008 | Taipei cinese | 3 – 2 | Svezia |  |

| 14 agosto 2008 | Corea del Sud | 3 – 1 | Taipei cinese |  |

| Squadra       | P.ti | G | V | P | GV | GP |
| ------------- | ---- | - | - | - | -- | -- |
| Corea del Sud | 6    | 3 | 3 | 0 | 9  | 2  |
| Taipei cinese | 5    | 3 | 2 | 1 | 7  | 6  |
| Svezia        | 4    | 3 | 1 | 2 | 5  | 6  |
| Brasile       | 3    | 3 | 0 | 3 | 2  | 9  |

#### Seconda fase
Tabellone per il bronzo, quarti di finale
| 14 agosto 2008 | Hong Kong | 3 – 0 | Taipei cinese |  |

## Tiro
| Gara                        | Atleta        | Qualificazioni | Qualificazioni | Finale    | Finale       | Finale |
| Gara                        | Atleta        | Punteggio      | Pos.           | Punteggio | Punt. totale | Pos.   |
| --------------------------- | ------------- | -------------- | -------------- | --------- | ------------ | ------ |
| Pistola 10 m aria compressa | Huang Yi-Ling | 379            | 22             |           |              |        |
| Pistola 25 m                | Huang Yi-Ling | 563            | 39             |           |              |        |

## Tiro con l'arco
| Gara                  | Atleta                                      | Turno di qualificazione | Turno di qualificazione | Turno 1                                  | Turno 2                                | Ottavi              | Quarti          | Semifinali | Finale |
| Gara                  | Atleta                                      | Punteggio               | Pos.                    | Turno 1                                  | Turno 2                                | Ottavi              | Quarti          | Semifinali | Finale |
| --------------------- | ------------------------------------------- | ----------------------- | ----------------------- | ---------------------------------------- | -------------------------------------- | ------------------- | --------------- | ---------- | ------ |
| Individuale maschile  | Chen Szu-Yuan                               | 654                     | 38                      | Muhammad Marbawi (Malaysia) 107-106      | Baljinima Tsyrempilov (Russia) 101-109 |                     |                 |            |        |
| Individuale maschile  | Kuo Cheng-wei                               | 659                     | 29                      | Mark Javier (Filippine) 106-102          | Park Kyung-Mo (Corea del Sud) 110-111  |                     |                 |            |        |
| Individuale maschile  | Wang Cheng-pang                             | 667                     | 11                      | Tashi Peljor (Bhutan) 110-100            | Ryuichi Moriya (Giappone) 109-114      |                     |                 |            |        |
| Squadre maschile      | Chen Szu-Yuan Kuo Cheng-wei Wang Cheng-pang | 1980                    | 7                       |                                          |                                        | Stati Uniti 222-218 | Ucraina 211-214 |            |        |
| Individuale femminile | Wei Pi-Hsiu                                 | 585                     | 58                      | Alison Williamson (Gran Bretagna) 99-108 |                                        |                     |                 |            |        |
| Individuale femminile | Wu Hui-Ju                                   | 634                     | 29                      | Leydis Brito (Venezuela) 98-104          |                                        |                     |                 |            |        |
| Individuale femminile | Yuan Shu-chi                                | 652                     | 6                       | Lexie Feeney (Australia) 104-101         | Zhang Juanjuan (Cina) 105-110          |                     |                 |            |        |
| Squadre femminile     | Yuan Shu-chi Wu Hui-Ju Yuan Shu-chi         |                         |                         | 1871                                     | 8                                      | Italia 211-215      |                 |            |        |

## Vela
| Gara              | Atleta    | Regata | Regata | Regata | Regata | Regata | Regata | Regata | Regata | Regata | Regata | Regata | Punteggio | Pos. |
| Gara              | Atleta    | 1      | 2      | 3      | 4      | 5      | 6      | 7      | 8      | 9      | 10     | M      | Punteggio | Pos. |
| ----------------- | --------- | ------ | ------ | ------ | ------ | ------ | ------ | ------ | ------ | ------ | ------ | ------ | --------- | ---- |
| Windsurf maschile | Chang Hao | 31     | 29     | 31     | 28     | 28     | 20     | 34     | DNF    | 24     | 35     |        | 260       | 31   |